# Archimonotresis limophila
Archimonotresis limophila är en plattmaskart som beskrevs av Meixner. Archimonotresis limophila ingår i släktet Archimonotresis och familjen Protomonotresidae. Inga underarter finns listade i Catalogue of Life.